# Schloss Leipheim

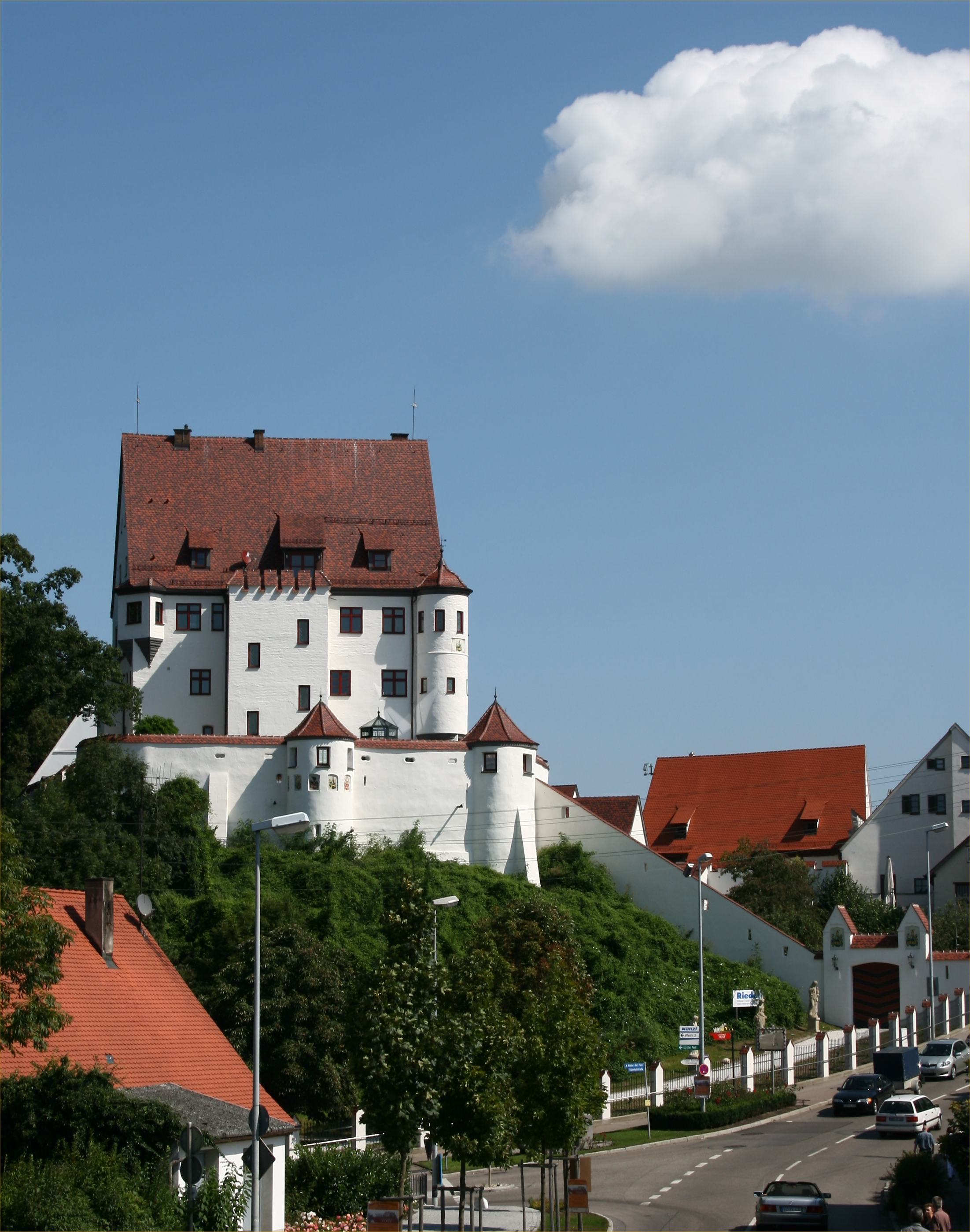
Schloss Leipheim

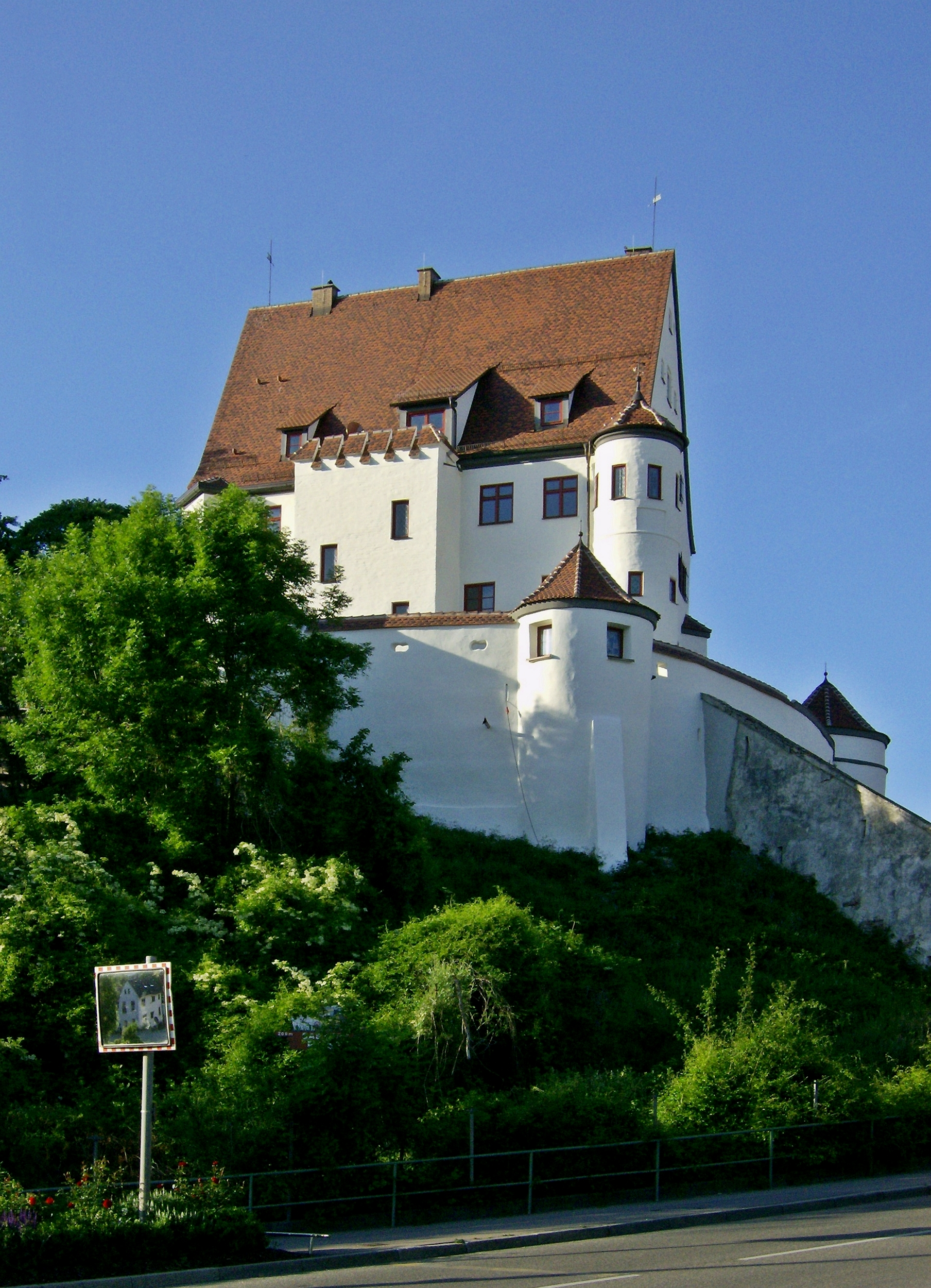
Schloss Leipheim

Schloss Leipheim ist ein dreigeschossiger hochaufragender Sattelbau im Stil der Renaissance, das Erdgeschoss geht auf das 11. Jahrhundert zurück. Es liegt erhöht auf einer steilen Bergeslehne am westlichen Rande der Stadt Leipheim im Landkreis Günzburg. Das Wappen der Herren von Güssen ist im südöstlichen Schlossgiebel abgebildet. Der südlich an das Schloss angebaute Rundturm hat einen konvex gewölbten Spitzhelm. Das Schloss ist umgeben von einem durch eine Mauer abgeschlossenen Vorgarten sowie einer stattlichen Schlossmauer mit mehreren Rundtürmen, mit konkav gewölbten Spitzhelmen. Das nach Norden und Westen stark abfallende Gelände bildet den Schlossgarten.

## Geschichte
Vermutlich hatte der 1065 urkundlich erwähnte Gumbrecht von Leipheim hier seinen befestigten Wohnsitz. Im Jahre 1343 wurde die Leipheimer Burg erstmals erwähnt. Von hier aus regierte das niederadelige Rittergeschlecht der von Güssen, deren Stammburg bei Hermaringen im Brenztal lag. 1373 kauften die Grafen von Württemberg die Burg und die Stadt (seit 1330). Diese verkauften 1453 weiter an die Reichsstadt Ulm, deren Vögte vom Schloss aus die Stadt Leipheim regierten.

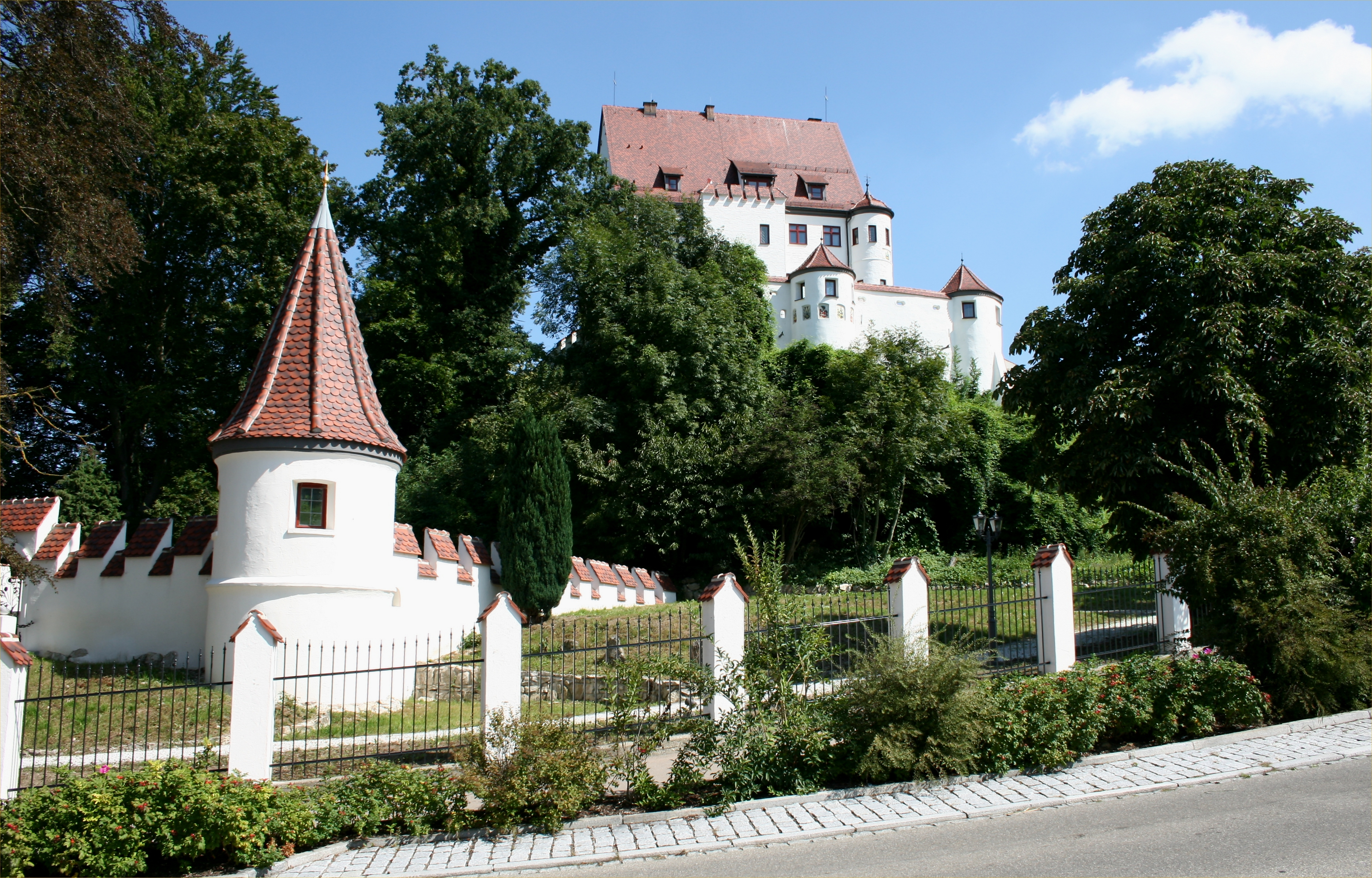
Schlossgarten

Mit dem Bau des heutigen Schlosses wurde im Jahre 1559 begonnen. Durch die Wiederverwertung der Mauern des Vorgängerbaus war man gezwungen, in die Höhe zu bauen, was riesige Dachflächen und hochaufragende Giebel zur Folge hatte. Während des Dreißigjährigen Krieges wurde Schloss Leipheim von den kaiserlichen Truppen geplündert und zerstört. Da der Stadt Ulm die nötigen Mittel zur Instandsetzung des Schlosses fehlten, erfolgte nie eine umfassende Sanierung. Im Jahre 1802 kam Leipheim infolge der Mediatisierung zu Bayern und das renovierbedürftige Schloss wurde Sitz und Wohnung des Königlich-bayerischen Revierförsters.
1826 wurde das Objekt versteigert und von Samuel Schwab für 1460 Gulden erworben. Doch der neue Besitzer veräußerte bereits ein Jahr später das Schloss für 2400 Gulden an Magdalena von Zöpfenhahn. Die neue Besitzerin heiratete 1829 den Freiherrn Marquard von Stain. Neun Jahre blieb das Schloss im Besitz der freiherrlichen Familie. Viele Schlossbesitzer folgten: u. a. Freiherr Ferdinand Schilling von Cannstatt, Eugen Peikert und Hans Panke, ein nach Brasilien ausgewanderter Kaufmann, der die Sommermonate auf dem Schloss verbrachte, den Rest des Jahres in Südamerika. 2004 wurde das komplette Inventar versteigert.
2006 erwarb Liqui-Moly-Geschäftsführer Ernst Prost das Leipheimer Schloss für 362.500 € und ließ es aufwändig renovieren.